# Idioci
Idioci (duń. Idioterne, ang. The Idiots) – europejski film fabularny, dramat psychologiczny w reżyserii Larsa von Triera, zrealizowany w 1998 roku w koprodukcji Danii, Szwecji, Holandii, Francji i Włoch.
Idioci to pierwszy film von Triera nakręcony zgodnie z zasadami manifestu Dogma 95, a drugi w tzw. Trylogii „Złotego Serca”, na którą składają się jeszcze tytuły Przełamując fale (1996) i Tańcząc w ciemnościach (2000).

## Opis fabuły
Bohaterami filmu jest grupa młodych ludzi, którzy osiedlają się w jednej z bogatych dzielnic Kopenhagi. Swój sprzeciw wobec mieszczańskiej mentalności i stylu życia wyrażają poprzez udawanie umysłowo upośledzonych, zarówno publicznie, jak i wewnątrz własnej grupy. Ten akt kontestacji, który nazywają „spastykowaniem”, ma pomóc każdemu z nich w odnalezieniu „wewnętrznego idioty”, dotarciu do swojego prawdziwego, nieskrępowanego kulturowym balastem „ja”.

## O filmie
Niektóre fragmenty filmu zostały uznane za pornograficzne i wywołały skandal, w związku z czym m.in. na rynku amerykańskim i australijskim ukazał się on w okrojonej wersji. Film wywołał dyskusję nie tylko na temat środków wyrazu w kinie, ale również kwestii praw obywatelskich oraz stosunku do ludzi upośledzonych. Jednocześnie to dzieło, w którym postacie sprzeciwiają się obowiązującym normom poprzez radykalne odejście od nich, można postrzegać jako fikcyjne odzwierciedlenie sprzeciwu samego reżysera wyrażonego w manifeście Dogmy 95.

## Obsada
- Bodil Jorgensen(inne języki) – Karen
- Jens Albinus – Stoffer
- Anne Louise Hassing(inne języki) – Susanne
- Troels Lyby(inne języki) – Henrik
- Nikolaj Lie Kaas – Jeppe
- Henrik Prip(inne języki) – Ped
- Luis Mesonero(inne języki) – Miguel
- Louise Mieritz(inne języki) – Josephine
- Knud Romer Jorgensen(inne języki) – Axel
- Trine Michelsen(inne języki) – Nana
- Anne-Grethe Bjarup Riis(inne języki) – Katrine
- Paprika Steen(inne języki) – Dama
- Erik Wedersoe(inne języki) – wuj Stoffera
- Anders Hove(inne języki) – ojciec Josephiny

## Realizacje teatralne
W 2025 roku w krakowskim Teatrze BARAKAH miał prapremierę spektakl pt. „Idioci. Spass!” w reżyserii Jakuba Zalasy. Sztuka była inspirowana filmem Larsa von Triera. 